# Famille Pfyffer von Altishofen
La famille Pfyffer von Altishofen est une famille patricienne de la ville de Lucerne en Suisse, qui a fourni à ce jour 11 des 34 commandants de la Garde suisse pontificale, sur une période allant de 1652 à 1982.
Elle fait partie de la bourgeoisie de Lucerne depuis le XVe siècle et subsiste de nos jours.

## Histoire
Elle est issue de l’une des branches de la famille Pfiffer (avec les von Heidegg, von Mauensee, zu Neueck et von Wyher), dont l’ancêtre commun Hans Pfyffer, mort en 1540 et natif de Rothenburg, était tailleur, drapier et épicier. Celui-ci obtint la bourgeoisie de Lucerne vers 1483 et fut membre du Grand Conseil (dès 1489), puis du Petit Conseil (dès 1513). De ses sept fils, trois occupèrent de hautes charges politiques.

## Personnalités
Les 11 commandants de la garde suisse pontificale issus des Pfyffer von Altishofen sont : 
- 10e : Johann Rudolf Pfyffer von Altishofen (1652-1657)
- 11e : Ludwig Pfyffer (1658-1686)
- 12e : Franz Pfyffer von Altishofen (1686-1698)
- 14e : Johann Konrad Pfyffer von Altishofen (it) (1712-1727)
- 15e : Franz Ludwig Pfyffer von Altishofen (1727-1753)
- 16e : Jost Ignaz Pfyffer von Altishofen (1754-1792)
- 17e : Franz Alois Pfyffer von Altishofen (1792-1798)
- 18e : Karl Leodegar Pfyffer von Altishofen (1801-1834)
- 19e : Martin Pfyffer von Altishofen (1835-1847)
- 27e : Heinrich Pfyffer von Altishofen (1942-1957)
- 29e : Franz Pfyffer von Altishofen (1972-1982)